# Triangulación (ajedrez)
La triangulación es una táctica usada en ajedrez para poner al oponente en zugzwang (una posición en la que cualquier movimiento es una desventaja). La triangulación también se conoce como perder un tempo o perder una jugada.
La triangulación ocurre sobre todo al final del juego, cuando sólo quedan el rey y peones, cuando un rey puede moverse a tres escaques adyacentes en forma de un triángulo y se mantiene la posición básica mientras que el rey opuesto sólo tiene dos movimientos tales. Entonces, si un rey triangula usando tres movimientos para regresar al escaque original y el rey opuesto no puede hacer lo mismo, este último ha perdido un tempo crucial y ha llegado a la misma posición pero el otro jugador tiene el turno. La triangulación puede ocurrir en otros finales de juego e incluso en algunos medios juegos.

## Ejemplo
|    |       |       |       |       |    |    |    |    |  |
|    | a8    | b8    | c8    | d8    | e8 | f8 | g8 | h8 |  |
| a7 | b7 pd | c7    | d7 kd | e7    | f7 | g7 | h7 |    |  |
| a6 | b6 pl | c6 xo | d6    | e6    | f6 | g6 | h6 |    |  |
| a5 | b5    | c5 pl | d5 kl | e5 oo | f5 | g5 | h5 |    |  |
| a4 | b4    | c4    | d4 oo | e4    | f4 | g4 | h4 |    |  |
| a3 | b3    | c3    | d3    | e3    | f3 | g3 | h3 |    |  |
| a2 | b2    | c2    | d2    | e2    | f2 | g2 | h2 |    |  |
| a1 | b1    | c1    | d1    | e1    | f1 | g1 | h1 |    |  |
|    |       |       |       |       |    |    |    |    |  |

Considérese esta posición, siendo el turno de Blancas. Aquí, Negras tiene la oposición, y está manteniendo a raya al rey blanco. Sin embargo, si Blancas tuviera la oposición (esto es, si fuera el turno de Negras en esta posición), el rey negro tendría que alejarse de d7 y así permitir que el rey blanco avance. El rey negro debe permanecer cerca de la posición actual – debe evitar que el peón en c  avance y él mismo debe evitar ser acorralado en la orilla del tablero. Los escaques d5 y d7 son escaques correspondientes. Cuando el rey blanco está en d5, el rey negro debe estar en d7, le toca jugar a Blancas para que Negras puede evitar el avance del rey blanco. Blancas tiene un triángulo de escaques disponibles: d5, e5 yd4. Blancas puede ganar con la siguiente maniobra:
1. Ke5! (si 1. c6+ entonces 1... Kc8 tablas.  Si 1... bxc6+ entonces 2. Kc5 gana, véase Peón y rey contra rey.)
1...Kc6 (si 1... Ke7 entonces 2. c6 y Blancas gana al promover el peón en b)
2. Kd4 Kd7
3. Kd5
y ahora la triangulación está completa y el tablero está en la misma posición, pero es el turno de Negras. Blancas ha ganado la oposición y Negras está en zugzwang. De ahí puede seguir:
3. ... Kc8
4. Ke6! (oposición diagonal) Kd8
5. Kd6 (oposición vertical) Kc8
6. Ke7 Kb8
7. Kd7 Ka8
8. c6
y Blancas ganará. (Existen otras formas de que Blancas gane después de su tercera jugada.)

## Triangulación con el rey
|    |    |    |    |       |       |       |       |    |  |
|    | a8 | b8 | c8 | d8    | e8    | f8    | g8    | h8 |  |
| a7 | b7 | c7 | d7 | e7    | f7    | g7    | h7    |    |  |
| a6 | b6 | c6 | d6 | e6    | f6    | g6    | h6    |    |  |
| a5 | b5 | c5 | d5 | e5 xo | f5 xo | g5    | h5    |    |  |
| a4 | b4 | c4 | d4 | e4 kd | f4    | g4    | h4 pd |    |  |
| a3 | b3 | c3 | d3 | e3    | f3 pd | g3    | h3 pl |    |  |
| a2 | b2 | c2 | d2 | e2    | f2    | g2    | h2    |    |  |
| a1 | b1 | c1 | d1 | e1    | f1 kl | g1 oo | h1    |    |  |
|    |    |    |    |       |       |       |       |    |  |

En este juego de 1978 entre Lev Alburt y el futuro Campeón del Mundo Garry Kasparov, Negras gana al triangular:
55...Kf5!
56. Kg1 Ke5
y Blancas cede el juego. Después de 57. Kf1 Ke4! 58. Kf2 Kf4 59. Kf1 Kg3, Negras gana el peón blanco.

### Segundo ejemplo
|    |    |       |       |    |       |    |       |    |  |
|    | a8 | b8    | c8    | d8 | e8    | f8 | g8    | h8 |  |
| a7 | b7 | c7    | d7    | e7 | f7    | g7 | h7    |    |  |
| a6 | b6 | c6    | d6    | e6 | f6    | g6 | h6    |    |  |
| a5 | b5 | c5 pd | d5    | e5 | f5 rd | g5 | h5 pd |    |  |
| a4 | b4 | c4 pl | d4    | e4 | f4    | g4 | h4 rl |    |  |
| a3 | b3 | c3 xo | d3 kd | e3 | f3 pd | g3 | h3 pl |    |  |
| a2 | b2 | c2    | d2 xo | e2 | f2 kl | g2 | h2    |    |  |
| a1 | b1 | c1    | d1    | e1 | f1    | g1 | h1    |    |  |
|    |    |       |       |    |       |    |       |    |  |

La triangulación también puede verse en finales de juego distintos a los de rey y peones, como en este juego de 1965 del Torneo de candidatos de la FIDE, en el que el futuro campeón del mundo, Boris Spassky, venció al anterior campeón del mundo Mikhail Tal y ganó el derecho de retar al entonces campeón Tigran Petrosian. Blancas estaría en zugzwang si fuera su turno de mover. Negras lo logra con esta triangulación:
64... Kd2
65. Re4 Kc3!
66. Rh4 Kd3
67. 0-1
Ahora se está de regreso a la misma posición, pero es el turno de Blancas y ahora Blancas está en zugzwang. Blancas debe perder su torre o permitir que el peón de f sea promovido.

### Ejemplo en final de juego con rey y peón
|    |    |       |       |       |       |       |       |    |  |
|    | a8 | b8    | c8    | d8    | e8 kd | f8    | g8    | h8 |  |
| a7 | b7 | c7    | d7    | e7 pl | f7 xo | g7    | h7    |    |  |
| a6 | b6 | c6    | d6 pl | e6    | f6    | g6    | h6    |    |  |
| a5 | b5 | c5 pd | d5    | e5    | f5    | g5 pd | h5 pd |    |  |
| a4 | b4 | c4 pl | d4    | e4    | f4    | g4    | h4    |    |  |
| a3 | b3 | c3    | d3    | e3    | f3    | g3 oo | h3    |    |  |
| a2 | b2 | c2    | d2    | e2    | f2    | g2 kl | h2 oo |    |  |
| a1 | b1 | c1    | d1    | e1    | f1    | g1    | h1    |    |  |
|    |    |       |       |       |       |       |       |    |  |

Usualmente cuando un rey triangula en un juego de rey y peón, está cerca del otro rey y la triangulación gana la oposición, poniendo al oponente en zugzwang. Esta posición (de un análisis de un juego entre Alexey Shirov y Alexander Grischuk en Nueva Delhi en 2000) es un ejemplo de cómo puede funcionar cuando los reyes están alejados uno de otro. Blancas triangula para poner a Negras en zugzwang:
1. Kh2! Kf7
2. Kg3 Ke8
3. Kg2!
y sorprendentemente Negras está en zugzwang. El juego podría continuar:
3... g4
4. Kg3 Kf7
5. Kf4 Ke8
6. Ke5 Kf7 (Negras no puede permitir que Blancas mueva Ke6)
7. Kd5 g3
8. Kc6 g2 (Si 8... Ke8 9. d7+ Kxe7 10. Kc7 y Blancas gana fácilmente)
9. Kd7 g1=Q
10. e8=Q+
y Blancas gana.

## Triangulación con otras piezas
Como ejemplo de triangulación con una dama, véase la siguiente posición de dama contra caballo en la posición de Philidor. El juego de Fischer versus Taimanov, cuarto juego muestra una táctica similar con un alfil. Una torre también puede hacer la maniobra, pero un caballo no puede.: 40, 175, 189 

### Ejemplo con torre
|       |       |       |       |    |    |    |       |       |  |
|       | a8    | b8 kl | c8    | d8 | e8 | f8 | g8    | h8 oo |  |
| a7    | b7 pl | c7    | d7 kd | e7 | f7 | g7 | h7 oo |       |  |
| a6    | b6    | c6    | d6    | e6 | f6 | g6 | h6 rl |       |  |
| a5    | b5    | c5    | d5    | e5 | f5 | g5 | h5    |       |  |
| a4 rd | b4    | c4    | d4    | e4 | f4 | g4 | h4 pd |       |  |
| a3    | b3    | c3    | d3    | e3 | f3 | g3 | h3    |       |  |
| a2    | b2    | c2    | d2    | e2 | f2 | g2 | h2    |       |  |
| a1    | b1    | c1    | d1    | e1 | f1 | g1 | h1    |       |  |
|       |       |       |       |    |    |    |       |       |  |

En este juego entre el futuro campeón de la FIDE, Veselin Topalov y el ex campeón mundial Anatoly Karpov, Blancas triangula con su torre para poner a Negras en zugzwang:
1. Rh7+!? Kd8
2. Rh8+ Kd7
3. Rh6
De vuelta a la misma posición y Negras está en zugzwang. El juego continuó:
3... Kd8
4. Rh7 zugzwang de nuevo
4... Rb4
5. Ka7 Ra4+
6. Kb6 1-0: 173–74 .

## Lecturas recomendadas
- Nunn, John (2007). Secrets of Practical Chess (2a edición). Gambit Publications. pp. 119-121. ISBN 978-1-904600-70-1.
- Benko, Pal (noviembre de 2010). «Endgame Lab: Triangulation». Chess Life: 48-49.